# ジュディ・マーチン
ジュディ・マーチン（Judy Martin、1955年10月8日 - ）は、アメリカ合衆国の元女子プロレスラー。サウスカロライナ州コロンビア出身。身長178cm、体重75kg。
1970年代から80年代にかけて日米のリングで活動し、多くのタイトルを獲得。WWFではジミー・ハートをマネージャーに、レイラニ・カイとのタッグチーム「グラマー・ガールズ（The Glamour Girls）」で活躍、JBエンジェルズ（立野記代&山崎五紀）と抗争を繰り広げた。

## 来歴
1975年
- デビュー。

1979年
- 全日本女子プロレスの「日米対抗リーグ戦」で初来日。

1981年
- WWF初参戦。

1982年
- 10月5日、WWWAオールパシフィック王座獲得。

1985年
- 8月、WWF・女子タッグ王座獲得。

1989年
- AWAに移籍。
- LPWA旗揚げに参加。

1991年
- WCWに移籍。

1999年
- PGWA王座獲得。

現在は引退して警備員となっている。

## タイトル歴
- オールパシフィック王座
- PGWA王座
- NWA全米女子王座
- LPWAタッグ王座（w / レイラニ・カイ）
- WWF世界女子タッグ王座（w / レイラニ・カイ）

## 得意技
- ブレーンバスター
- ジャンピング・ネックブリーカー